# مادينا نالوانغا
مادينا نالوانغا (بالإنجليزية: Madina Nalwanga)‏ (مواليد 2 فبراير 2002، كمبالا)، هي مُمثلة أوغندية. عُرفت مادينا أكثر بعد أدائها لشخصية «فيونا» في فيلم «ملكة كاتوي» (بالإنجليزية: Queen of Katwe)‏. وقد فازت مادينا عن هذا الدور سنة 2017 بجائزة الأكاديمية الأفريقية للأفلام لأفضل مُمثلة واعدة. كما رُشحت لنيل إحدى الجوائز في حفل توزيع جوائز اختيار النقاد للأفلام.

## روابط خارجية
مادينا نالوانغا على موقع IMDb (الإنجليزية)
- مادينا نالوانغا على موقع قاعدة بيانات الفيلم (الإنجليزية)